# Internationale Cricket-Saison 1982/83
Die internationale Cricket-Saison 1982/83 fand zwischen September 1982 und April 1983 statt. Als Wintersaison wurden vorwiegend Heimspiele der Mannschaften aus Südasien, der Karibik und Ozeanien ausgetragen.

## Überblick

### Internationale Touren
| Beginn             | Heimteam    | Auswärtsteam | Resultate | Resultate | Artikel |
| Beginn             | Heimteam    | Auswärtsteam | Test      | ODI       | Artikel |
| ------------------ | ----------- | ------------ | --------- | --------- | ------- |
| 12. September 1982 | Indien      | Sri Lanka    | 0–0 [1]   | 3–0 [3]   | Artikel |
| 20. September 1982 | Pakistan    | Australien   | 3–0 [3]   | 2–0 [3]   | Artikel |
| 12. November 1982  | Australien  | England      | 2–1 [5]   |           | Artikel |
| 3. Dezember 1982   | Pakistan    | Indien       | 3–0 [6]   | 3–1 [4]   | Artikel |
| 19. Februar 1983   | Neuseeland  | England      |           | 3–0 [3]   | Artikel |
| 23. Februar 1983   | West Indies | Indien       | 2–0 [5]   | 2–1 [3]   | Artikel |
| 2. März 1983       | Neuseeland  | Sri Lanka    | 2–0 [2]   | 3–0 [3]   | Artikel |
| 17. März 1983      | Australien  | Neuseeland   |           | 0–1 [1]   | Artikel |
| 22. April 1983     | Sri Lanka   | Australien   | 0–1 [1]   | 2–0 [4]   | Artikel |

### Internationale Turniere
| Beginn         | Turnier                                  | Land       |
| -------------- | ---------------------------------------- | ---------- |
| 9. Januar 1983 | Benson & Hedges World Series Cup 1982/83 | Australien |

## Nationale Meisterschaften
Aufgeführt sind die nationalen Meisterschaften der Full Member des ICC.
| Land                  | First-Class                 | List A                                    |
| --------------------- | --------------------------- | ----------------------------------------- |
| Australien            | Sheffield Shield 1982/83    | McDonald’s Cup 1982/83                    |
| Indien                | Ranji Trophy 1982/83        |                                           |
| Duleep Trophy 1982/83 | Deodhar Trophy 1982/83      |                                           |
| Irani Cup 1982/83     |                             |                                           |
| Neuseeland            | Shell Trophy 1982/83        | Shell Cup 1982/83                         |
| Pakistan              | Quaid-e-Azam Trophy 1982/83 |                                           |
| PACO Cup 1982/83      |                             |                                           |
| Südafrika             | Castle Cup 1982/83          | Benson and Hedges Series 1982/83          |
| UCB Bowl 1982/83      |                             |                                           |
| Howa Bowl 1982/83     |                             |                                           |
| West Indies           | Shell Shield 1982/83        | Geddes Grant/Harrison Line Trophy 1982/83 |